# (32832) 1992 EB2
1992 EB2 (asteroide 32832) é um asteroide da cintura principal. Possui uma excentricidade de 0.10643000 e uma inclinação de 5.97306º.
Este asteroide foi descoberto no dia 5 de março de 1992 por Spacewatch em Kitt Peak.